# Friends & Brgrs
Friends & Brgrs är en finländsk hamburgerkedja som grundades i Jakobstad år 2014. Den första restaurangen öppnade sedan samma år i samma stad. År 2021 hade företaget 15 restauranger i Finland.

## Produkter
Kedjans grundläggande affärsidé är att skapa produkter utifrån inhemska och närproducerade råvaror. Företaget bakar därför sitt eget hamburgerbröd och grovmaler sitt kött i de olika restaurangerna. Restaurangerna använder alltså inte kött som har varit nerfruset. Pommes fritesen görs av restaurangpersonalen utifrån färsk potatis och utan tillsatsämnen. 
Ungefär 98 % av råvarorna är finländska. 

## Historia
När den första Friends & Brgrs-restaurangen öppnades i Jakobstad år 2014 gjordes det av sex vänner. Företagets ursprungliga målsättning handlade om att låta Friends & Brgrs växa till en hamburgerkedja med 20-50 restauranger i Finland. Tidskriften Glorian Ruoka & Viini valde Friends & Burgers som årets nykomling år 2014.
På sommaren 2016 öppnade den första restaurangen utanför Finland, då i Köpenhamn. Köpenhamnsrestaurangen stängdes dock permanent 2019.
I februari 2020 berättade tidningen Ilta-Sanomat att ett finländskt börsföretag i restaurangbranschen, NoHo Partners, hade köpt 70 % av hamburgerkedjan Friends & Brgrs. Grundarna till Friends & Brgrs fortsatte därefter i företaget som delägare. Vid företagsköpet hade Friends & Brgrs nio restauranger i Finland och en i Tyskland. 

## Restauranger
Listan över Friends & Brgrs restauranger (2022):

- Esbo, köpcentret Ainoa
- Esbo, köpcentret Iso Omena
- Helsingfors, köpcentret Mall of Tripla
- Helsingfors, Aikatalo
- Helsingfors, köpcentret Kaari
- Helsingfors, Lauttis
- Uleåborg
- Jakobstad
- Rovaniemi
- Seinäjoki, Ideapark
- Tammerfors
- Tammerfors, Nokia Arena
- Åbo
- Vasa
- Jyväskylä
- Villmanstrand
- Hyvinge
- Vanda, köpcentret Myyrmanni
- Lahtis